# 羅布崎峰
羅布崎峰（Lobuche）是兩座位於尼泊爾薩加瑪塔國家公園的連峰，分為東、西兩座（Lobuche East & West），東峰高6119公尺，西峰高6145公尺。山腳下市鎮羅布崎是聖母峰基地營健行路線上的重要據點。

## 資料來源
1. 1 2  Nepa Maps (Pvt.Ldt. ), NE517: Everest Base Camp & Gokyo, Kathmandu, Nepal, 2013